# Садовый (Советский район)
Садо́вый — посёлок в Советском районе Курской области России. Входит в состав Михайлоанненского сельсовета.

## История
В 1966 году указом Президиума Верховного Совета РСФСР посёлок совхоза имени 17 партийного съезда переименован в Садовый.

## Население
| 2002 | 2010 |
| ---- | ---- |
| 326  | ↘238 |